# Claude Dupuy de Crescenzo
Pour les articles homonymes, voir Claude Dupuy et Dupuy.
Claude Dupuy de Crescenzo, né Claude Henri Sylvain Dupuy le 4 septembre 1935 à Carcassonne, et mort le 28 septembre 2018 à Montpellier,, est un professeur des universités spécialisé dans le génie des procédés.

## Biographie

### Formation
Après l'obtention en 1965 d'un doctorat d'État en sciences physiques à l'université de Strasbourg, où il s'est spécialisé dans l'étude des couches minces, il effectue des recherches sur le développement du caoutchouc naturel et le développement des énergies renouvelables, notamment l'énergie solaire.

### Professorat
Il est nommé président de l'université Claude Bernard Lyon 1 entre 1982 et 1987. Il est ensuite directeur du laboratoire de recherche du four solaire PROMES-CNRS jusqu'en 1998, puis devient professeur au Laboratoire de génie des procédés d'élaboration de bioproduits (LGPEB) à l'université Montpellier 2 où il est professeur émérite à partir de 2006.

### Expositions
Fondateur du musée du grand four solaire d'Odeillo, il a organisé l'exposition plus fort que 10 000 soleils, des spectacles son et lumière au four solaire et les manifestations Grand Public de la Fête de la Science.

### Recherches
La recherche des matériaux pour fours solaires l'a également porté sur la recherche des matériaux pour l'espace et des matériaux du futur. Il est président de la section Languedoc-Roussillon de l’Association aéronautique et astronautique de France.

### Distinctions
Pour son aide à la recherche (environnement et développement durable) et l'enseignement universitaire (programmes de doubles diplômes) en Thaïlande — Mahidol University, Khon Kaen University, Ubon Ratchathani University, Prince of Songkla University et Burapha University —, il est nommé docteur honoris causa de la Prince of Songkla University. Il est membre du comité de rédaction du Songklanakarin Journal of Science and Technology de la même université.
Il est fait chevalier de la Légion d'honneur en 2011, et membre de l'Académie des arts et des sciences de Carcassonne en 2012.